# 쿠란 소각
2010년 쿠란 소각 논쟁은 9·11 테러 9주년을 기념하여 이슬람교의 성서 쿠란을 불태우는 상징적인 운동이다. 이 운동의 주도자는 테리 존스 (Terry Jones) 목사이다. 한편 그의 딸은 쿠란 소각에 반대 입장을 표현하였다.

## 같이 보기
- 분서
- 이슬람 공포증